# جایگاه تشریفات اختصاصی فرودگاه امام خمینی
جایگاه تشریفات اختصاصی یا سی‌آی‌پی (به انگلیسی: Commercial Important Person) بخشی از فرودگاه بین‌المللی امام خمینی در نزدیکی تهران است که در ۷۰۰۰ متر مربع بنا و سه طبقه ساخته شده‌است که مجهزترین سی‌آی‌پی کشور است.
مسافرین ورودی و خروجی فرودگاه بین‌المللی امام خمینی که مایل به استراحت بعد یا قبل از پرواز هستند می‌توانند از سالن مجهز تشریفات و امکانات موجود در آن بازدید و استفاده نمایند. این بنا در سه طبقه، به‌گونه‌ای طراحی شده است که مسافرهای جایگاه به همراه مستقبلین و یا مشایعین در فضایی آرام و بدون نیاز به اجرای فرایندهای عادی عملیات فرودگاهی به استراحت بپردازند.

## کاربرد
استفاده بهینه از زمان برای افراد پر مشغله مانند مدیرعامل، مدیران، فروشندگان و یا گروه‌های دیگر از مسافران حیاتی است. هنگامی که در فضای مدرن ساختمان، مسافران مشغول استراحت و استفاده از تنقلات و نوشیدنی‌های آن هستید، کارمندان سی‌آی‌پی فرودگاه امام خمینی همه مراحل سوار شدن به هواپیما و خروج از فرودگاه مانند دریافت پاس شبانه‌روزی، بررسی، در، چمدان را انجام خواهند داد.

## خدمات سی‌آی‌پی
- جابجایی مسافر از مبدأ به فرودگاه و بالعکس بوسیله خودروهای تشریفات
- ترانسفر تا پای پلکان پرواز و بالعکس
- سالن کنفرانس و ملاقات‌های خصوصی جهت مذاکرات تجاری
- اتاق اختصاصی سیگار با تهویه استاندارد
- باجه بانک اختصاصی به منظور انجام امور بانکی اعم از ارزی (غیر از ارز مسافرتی) و ریالی[۶]
- کافی شاپ، انواع نوشیدنی گرم و سرد و انواع شیرینی، سالاد و دسر
- امکان استفاده از میز اردور
- دریافت کارت پرواز
- کلیه امور مربوط به بار و ویزا[۷]
- استفاده و تردد گیت‌های اختصاصی سپاه، پلیس، گمرک و پذیرش بار
- استفاده از فروشگاه‌های لوکس با برندهای خارجی و داخلی معتبر
- استفاده از اینترنت وایرلس رایگان و اتاق مخصوص کامپیوتر و اینترنت
- فروشگاه خشکبار، چرم، صنایع دستی و خاویار
- سوئیت‌های ویژه برای اقامت‌های موقت و استراحت‌های کوتاه[۲]

## نگارخانه

## قوانین
به‌طور کلی بیمارانی که پرواز با هواپیما موجب تشدید بیماری یا به خطر افتادن سلامت جسمی یا روانی او بگردد، باید قبل از حضور در فرودگاه و هنگام تهیه بلیط، با مجوز پزشک یا تأیید پزشک مراجعه نماید. شرکت‌های هواپیمائی از پذیرش مسافر نیازمند یاری که فاقد فرم پزشکی می‌باشد معذورند.
مسافرانی که قبل از پرواز باید مجوز پزشک دریافت کنند:
- بیماری‌های اعصاب
- هرنوع شکستگی استخوان
- بیماران مبتلا به سکته قلبی تحت درمان
- بیماران تحت درمان بعد از عمل جراحی
- بیماری‌های عفونی و بیماری‌های واگیردار

افراد با بیماری‌هایی که توصیه می‌شود قبل از پرداز از پزشک خود تاییدیه بگیرند:
- بیماری‌های قلبی و عروق
- بیماری‌های خونی
- بیماری‌های ریوی
- بیماری‌های مغزی و پاراپلژی
- سوختگی و عفونت ناشی از آن
- بیمارانی که به تشخیص پزشک معالج احتیاج به اکسیژن مصنوعی و همراه داشته باشند.[۹][۱۰]